# Gatotkacha (rei)

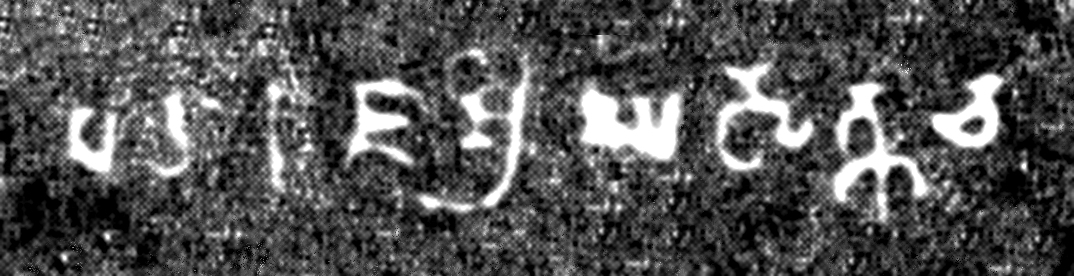
Inscrição em Gupta, no registro do pilar Allahabad de Samudragupta.

Ghatotkacha ou Ghatotkacha foi o segundo imperador do Império Gupta, dinastia que se estendeu num período de tempo entre o ano de 240 e o ano 550, depois de Cristo. Governou entre 290 e 305. Foi antecedido no trono por Sri-Gupta e sucedido por Chandragupta I.